# Litteraturåret 2010

## Årets händelser
- Februari – Wheeler Centre invigs officiellt.[1]
- 3 april – Första Ipadbokläsaren släpps.[2]
- 27 juli – Stieg Larssons Millenniumtrilogin blir en internationell framgång. I maj 2010 hade totalt 27 000 000 exemplar sålts världen över.[3][4] och på denna dag blir han första författare att ha sålt över 1 000 000 e-böcker via Kindle.[2]
- 13 augusti – Tidskriften TIME tar med Jonathan Franzen på omslaget för romanen Freedom, och därmed medverkar en författare på omslaget för första gången sedan Stephen King syntes där år 2000.[2]
- okänt datum – Inom ramen för en planerad utgåva om 10 band (i 14 böcker) av den österrikiske modernisten och gränsöverskridaren Gerhard Rühms samlade verk utkommer band 5: theaterstücke (Matthes & Seitz, Berlin).

## Priser och utmärkelser
- Nobelpriset – Mario Vargas Llosa, Peru[5]
- Augustpriset
  - Skönlitterär bok: Sigrid Combüchen för Spill. En damroman (Norstedts)
  - Fackbok: Yvonne Hirdman för Den röda grevinnan (Ordfront förlag)
  - Barn- och ungdomsbok: Jenny Jägerfeld för Här ligger jag och blöder (Gilla böcker)
- ABF:s litteratur- & konststipendium – Alexandra Coelho Ahndoril
- Aftonbladets litteraturpris – Maria Zennström
- Alf Henrikson-priset – Sissela Kyle
- Anders och Veronica Öhmans pris – Bengt Emil Johnson
- Aniarapriset – Ann Jäderlund
- Aspenströmpriset – Göran Bergengren
- Astrid Lindgren-priset – Moni Nilsson-Brännström
- Axel Hirschs pris – Ingemar Nilsson och Peter Handberg
- Barnens romanpris – Lin Hallberg för Adzerk – den vita hingsten
- Bellmanpriset – Magnus William-Olsson
- BMF-plaketten – Leif G.W. Persson för Den döende detektiven
- BMF-Barnboksplaketten – Per Gustavsson för När prinsar blir förtrollade
- Borås Tidnings debutantpris – Johan Kling för Människor helt utan betydelse
- Cervantespriset – Ana María Matute
- Cikada-priset – Moon Chung-hee, koreansk poet (född 1945)
- Dan Andersson-priset – Alf Hambe
- De Nios Stora Pris – Ingvar Björkeson
- De Nios Vinterpris – Eva Adolfsson och Håkan Sandell
- De Nios översättarpris – Hans Björkegren och Ulrika Wallenström
- Disapriset – Anna Kåver
- Doblougska priset – Martin Kylhammar och Bruno K. Öijer, Sverige samt Arild Stubhaug och Øyvind Rimbereid, Norge
- Elsa Thulins översättarpris – Kerstin Gustafsson
- Emilpriset – Pija Lindenbaum
- Eyvind Johnsonpriset – Bengt Pohjanen
- Franz Kafka-priset – Václav Havel
- Georg Büchnerpriset – Reinhard Jirgl, Tyskland
- Gerard Bonniers pris – Ulf Eriksson
- Gerard Bonniers essäpris – Horace Engdahl
- Gerard Bonniers lyrikpris – Kennet Klemets för Kling kling
- Gleerups facklitterära pris – Monica Braw
- Gleerups litterära pris – Oline Stig (skönlitterära priset)
- Goncourtpriset – Michel Houellebecq för La carte et le territoire (Kartan och landskapet)
- Gun och Olof Engqvists stipendium – Åke Lundqvist
- Gustaf Fröding-sällskapets lyrikpris – Lina Ekdahl
- Göteborgs-Postens litteraturpris – Per Johansson
- Harry Martinson-priset – Christian Azar
- Hedenvind-plaketten – Göran Greider
- Ivar Lo-priset – Anna Jörgensdotter
- Johan Hansson-priset – Dilsa Demirbag-Sten för boken Fosterland
- John Landquists pris – Lisbeth Larsson och Ingemar Nilsson
- Kallebergerstipendiet – Johannes Heldén
- Karin Boyes litterära pris – Jerker Virdborg
- Karl Vennbergs pris – Lennart Hagerfors
- Karlfeldtpriset – Gunnar Harding
- Katapultpriset – Måns Wadensjö för Förlossningen
- Kellgrenpriset – Jan Stolpe
- Kulla-Gulla-priset – Janne Lundström
- Kungliga priset – Georg Klein
- Lars Ahlin-stipendiet – Björn Runeborg
- Letterstedtska priset för översättningar – Lars W. Freij för översättningen av Freuds Samhälle och religion
- Lotten von Kræmers pris – Peter Handberg
- Mare Kandre-priset – Ann Hallström
- Moa-priset – Anneli Jordahl
- Mårbackapriset – Maj Bylock
- Neustadtpriset – Duo Duo, Kina
- Nordiska rådets litteraturpris – Sofi Oksanen för Utrensning
- Petrarca-Preis – Pierre Michon och Erri De Luca
- Prix Femina Étranger – Sofi Oksanen
- Samfundet De Nios Särskilda pris – Jan Henrik Swahn, Jens Nordenhök, Gunnar Wetterberg, Eva Strömberg Krantz och Bengt Kristensson-Uggla
- Schullströmska priset för barn- och ungdomslitteratur – Ulf Nilsson
- Schückska priset – Mats Malm
- Signe Ekblad-Eldhs pris – Staffan Söderblom
- Stiftelsen Natur & Kulturs översättarpris – Karin Löfdahl och Rika Lesser
- Stiftelsen Selma Lagerlöfs litteraturpris – Jan Lööf
- Stig Dagermanpriset – Eduardo Galeano
- Stig Sjödinpriset – Jenny Wrangborg
- Stina Aronsons pris – Elsie Johansson
- Studieförbundet Vuxenskolans författarpris – Olle Lönnaeus
- Svenska Akademiens stora pris – Jan Troell
- Svenska Akademiens nordiska pris – P.O. Enquist
- Svenska Akademiens tolkningspris – Zita Mazeikaite
- Svenska Akademiens översättarpris – Gunnar D. Hansson och Ildikó Márky
- Svenska Dagbladets litteraturpris – Peter Törnqvist för Kioskvridning 140 grader
- Sveriges Radios romanpris – Aris Fioretos för Den siste greken
- Sveriges Radios novellpris – Bob Hansson för Till mamma
- Sveriges Radios lyrikpris – Ida Börjel
- Tegnérpriset – Eva Ström
- Tidningen Vi:s litteraturpris – Sara Stridsberg
- Tollanderska priset – Ralf Långbacka
- Tranströmerpriset – Kjell Espmark
- Tucholskypriset – Abdul Samay Hamed, Afghanistan
- Wahlström & Widstrands litteraturpris – Jacques Werup
- Övralidspriset – Johan Svedjedal

## Årets böcker

### 0 – 9
- 3096 dagar av Natascha Kampusch

### A – G
- Alfons med styrkesäcken av Gunilla Bergström[6]
- Anckarström och kungamordet. Historien i sin helhet av Ernst Brunner
- Bad Boy av Peter Robinson
- Bert och datadejten av Anders Jacobsson och Sören Olsson[7]
- Darling River av Sara Stridsberg
- Den flerfaldige mördaren av Björn Hellberg
- Dublinesk av Enrique Vila-Matas

### H – N
- Handbok för svindlare. Och sådana som vill bli det av Walter Serner
- Hundarna av Ola Nilsson[8]
- I tunga vintrars mage av Andrea Lundgren
- Intimus av Jan Arnald
- Juliette eller Lastbarhetens fördelar: Del III-IV av markis de Sade
- Keltens dröm av Mario Vargas Llosa
- Land skall med lag byggas av Pär Thörn
- Luka och livets eld av Salman Rushdie
- Minnen av Torgny Lindgren
- När mardrömmen blev sann av Glenn Forrestgate

### O – U
- Osäkerhetsrelationen av Helena Granström
- Böcker med Pino av Eva Pils, Agneta Norelid och Kenneth Anderson
  - Doktor Pino
  - Pino går på tivoli
  - Pino och hunden
  - Pino och katten
  - Pino på upptäcktsfärd
  - Pino på utflykt
  - Pinos affär
  - Pinos bondgård
  - Pinos cirkus
  - Pinos dagis
  - Pinos jul
  - Pino ska ut och åka
- Pippi flyttar in och andra serier av Astrid Lindgren (postumt)[9]
- Pippi ordnar allt och andra serier av Astrid Lindgren (postumt)[9]
- På andra sidan solen av Maria Ernestam
- Sagor, hyss och äventyr av Astrid Lindgren (postumt)[10]
- Sizzling Sixteen av Janet Evanovich
- Skämtaren Sune av Anders Jacobsson och Sören Olsson[11]
- Som om  av Ulrika Kärnborg
- Spill – en damroman av Sigrid Combüchen
- Svartvintern av Marianne Cedervall

### V – Ö
- Varat och varan av Kajsa Ekis Ekman
- Vart tog den söta lilla flickan vägen av Åsa Lantz
- Vorstellung meiner Hände av Rolf Dieter Brinkmann
- Vårlik av Mons Kallentoft
- Vänner för livet av Per Hagman

## Avlidna
- 2 januari – Karin Stjernholm Raeder, 94, svensk författare och illustratör.[12]
- 4 januari – Arvid Rundberg, 77, svensk författare.
- 17 januari – Erich Segal, 72, amerikansk författare.
- 18 januari – Robert B. Parker, 77, amerikansk deckarförfattare.[13]
- 27 januari – J.D. Salinger, 91, amerikansk författare.
- 27 januari – Howard Zinn, 87, amerikansk historiker och författare.
- 31 januari – Kage Baker, 57, amerikansk science fiction- och fantasy-författare.
- 31 januari – Tomás Eloy Martínez, 75, argentinsk författare.
- 14 februari – Dick Francis, 89, brittisk kriminalförfattare och jockey.
- 19 februari – Bengt Martin, 76, svensk författare.
- 24 februari – Per Agne Erkelius, 74, svensk författare.
- 16 mars – Lars Hesslind, 74, svensk författare.
- 31 mars – Gunnar Ohrlander, 70, svensk författare.
- 5 april – Lars-Henrik Ottoson, 87, svensk journalist och författare.
- 9 april – Kerstin Thorvall, 84, svensk författare, illustratör och debattör.
- 14 april – Alice Miller, 87, polsk-schweizisk psykolog och författare.
- 25 april – Alan Sillitoe, 82, brittisk författare.
- 29 april – Ryszard Matuszewski, 96, polsk författare och essäist.
- 1 maj – T. M. Aluko, 90, nigeriansk författare.
- 3 maj – Peter O'Donnell, 90, brittisk författare och serieförfattare, Modesty Blaise.
- 25 maj – Arthur Herzog, 83, amerikansk författare, Orca, The Swarm.
- 19 juni – Richard Herrmann, 90, norsk journalist och författare.
- 18 juni – José Saramago, 87, portugisisk författare, nobelpristagare 1998.
- 2 juli – Beryl Bainbridge, 75, brittisk författare.
- 9 juli – Basil Davidson, 95, brittisk historiker, författare och Afrika-expert.
- 12 juli – Ragnar Thoursie, 90, svensk författare och statstjänsteman.
- 12 juli – Tuli Kupferberg, 86, amerikansk författare, skämttecknare och sångare.
- 19 juli – Jon Cleary, 92, australisk deckarförfattare.
- 6 augusti – Allan B. Janzon, 89, svensk översättare, bland annat Tintin.
- 17 augusti – Ludvík Kundera, 90, tjeckisk poet, översättare och litteraturvetare.
- 5 september – Lewis Nkosi, 73, sydafrikansk författare.
- 10 november – Urban Torhamn, 80, svensk författare och konstnär.
- 17 november – Jan Gehlin, 88, svensk författare och översättare.

### Fotnoter
1. ↑  ABC:Wheeler Centre's Gala Night Of Storytelling, 24 februari 2010 Arkiverad 11 november 2012 hämtat från the Wayback Machine.. Läst 23 augusti  2010
2. 1 2 3  Stephen Lowman, "Book World", sida 12, 12 december 2010, The Washington Post
3. ↑  McGrath, Charles (23 maj 2010). ”The Afterlife of Stieg Larsson”. The New York Times Magazine. http://www.nytimes.com/2010/05/23/magazine/23Larsson-t.html?ref=general&src=me&pagewanted=all. Läst 7 november 2010.
4. ↑  ”The Fourth Book”. Arkiverad från originalet den 1 april 2010. https://web.archive.org/web/20100401061820/http://www.stieglarsson.com/the-4th-book. Läst 7 april 2010.
5. ↑  ”Nobelpriset i litteratur”. https://www.nobelprize.org/prizes/lists/all-nobel-prizes-in-literature/. Läst 20 mars 2011.
6. ↑  ”Alfons Åberg”. Arkiverad från originalet den 8 december 2012. https://web.archive.org/web/20121208044934/http://www.alfons.se/fakta_bok_alfons.asp. Läst 21 mars 2011.
7. ↑  Libris
8. ↑  ”Natur & Kultur”. Arkiverad från originalet den 19 december 2011. https://web.archive.org/web/20111219011102/http://www.nok.se/nok/allmanlitteratur/titlar-allmanlitt/h/Hundarna-ISBN-9789127120365/. Läst 26 augusti 2011.
9. 1 2  ”Astrid Lindgren”. http://www.astridlindgren.se/verken/bocker/bilderbocker. Läst 21 mars 2011.
10. ↑  ”Astrid Lindgren”. http://www.astridlindgren.se/verken/bocker/antologier. Läst 21 mars 2011.
11. ↑  Bokbus
12. ↑  Svensk barnboksförfattare avliden, SvD, 14 januari 2010.
13. ↑  ‘Spenser’ novelist Robert Parker dies in Cambridge, Boston Herald, 19 januari 2010